# Lý Dị
Lý Dị (giản thể: 李异; phồn thể: 李異; bính âm: Li Yi) là tướng lĩnh nước Đông Ngô thời Tam Quốc trong lịch sử Trung Quốc.

## Cuộc đời
Lý Dị vốn là bộ tướng của Chinh đông trung lang tướng Triệu Vĩ. Năm 200, Triệu Vĩ phát động nổi dậy chống lại Ích Châu mục Lưu Chương. Năm 201, Lý Dị cùng Bàng Lạc phản bội, cho quân giết Triệu Vĩ để đầu hàng Lưu Chương.
Lý Dị dù đầu hàng nhưng vẫn được nắm giữ binh quyền, dần dần tích tụ lực lượng, trở nên kiêu ngạo. Năm 210, Trương Tùng thuyết phục Lưu Chương mời Lưu Bị vào đất Thục để đề phòng Trương Lỗ, có nhắc đến: Nay chư tướng trong châu là bọn Bàng Hi, Lý Dị đều cậy công lên mặt kiêu căng, muốn có ý khác, không hợp tác với Dự Châu, nếu địch đánh ở ngoài, dân phá ở trong, ấy là cái đạo thất bại vậy. Lưu Chương nghe theo, phái Pháp Chính đến đón Lưu Bị vào Thục.
Năm 211, hai họ Lưu trở mặt, Lưu Bị thành công tiếp quản Tây Xuyên. Lý Dị bỏ chạy sang Giang Đông.
Năm 219, thừa dịp Quan Vũ đánh Tương Dương, Lã Mông cho quân đánh úp Kinh Châu. Lý Dị chỉ huy thủy quân cùng Tạ Tinh chỉ huy bộ binh, tổng cộng 3.000 người, theo Lục Nghị đánh tan quân phòng thủ Kinh Châu do Chiêm Yến, Trần Phượng chỉ huy. Trần Phượng bị bắt sống rồi đầu hàng. Lục Tốn lại dẫn dắt Dị, Tinh đánh bại quân của thái thú Phòng Lăng Đặng Phụ, thái thú Nam Hương Quách Mục, cùng mấy nghìn di binh của Văn Bố, Đặng Khải.
Năm 221, Lưu Bị cất quân báo thù, lấy Phùng Tập cùng Ngô Ban làm tiên phong. Lục Nghị, Lý Dị, Lưu A ở huyện Vu bị Phung Tập, Ngô Ban đánh bại, phải rút quân về Tỷ Quy.
Năm 222, Lục Nghị được phong Đại đô đốc, giả tiết, thống lĩnh các tướng Chu Nhiên, Phan Chương, Tống Khiêm, Hàn Đương, Từ Thịnh, Tiên Vu Đan, Tôn Hoàn,... đánh bại quân Hán ở Di Lăng. Lý Dị, Lưu A tham gia truy đuổi Lưu Bị, cuối cùng gặp phải quân của Trần Đáo, buộc phải đóng quân ở Nam Sơn ngoài địa giới Vĩnh An.
Không còn ghi chép gì về Lý Dị sau đó.

## Trong văn hóa
Trong tiểu thuyết Tam quốc diễn nghĩa, Lý Dị xuất hiện ở hồi 82, là bộ tướng của Tôn Hoàn. Ngô Ban tấn công Nghi Đô, cho Trương Bào ra trận. Trương Bào đánh với Tạ Tinh hơn 30 hiệp, Tinh bỏ chạy. Lý Dị xông ra cứu viện, đánh với Trương Bào hơn 20 hiệp thì thuộc cấp Đàm Hùng bắn tên khiến Bào ngã ngựa. Lý Dị đang định lập công thì bị Quan Hưng xông ra một chém bay đầu.